# Michael Landon, the Father I Knew
Michael Landon, the Father I Knew es una película dramática biográfica estadounidense de 1999 hecha para televisión dirigida por Michael Landon Jr. que documenta su infancia privilegiada, pero a menudo problemática, como hijo del amado actor, escritor y director de televisión Michael Landon. La película está protagonizada por John Schneider como Michael Landon, Cheryl Ladd como su segunda esposa Lynn Noe Landon, y Joel Berti, Trever O'Brien y Shawn Pyfrom compartiendo el papel de su hijo mayor, Michael Landon Jr. a lo largo de su infancia. La película se estrenó originalmente en CBS el 23 de mayo de 1999.

## Argumento
La película comienza con Michael Landon Jr. cuando era niño (Shawn Pyfrom) viviendo una vida cómoda y feliz con su familia; su padre, la estrella de Bonanza Michael Landon (John Schneider), su madre, Lynn Noe Landon (Cheryl Ladd), y su hermana mayor, Leslie Landon (Rachel Duncan). Michael Sr. es un padre compasivo y amoroso que adora a sus hijos y, cuando Lynn anuncia que un nuevo bebé está en camino, la familia se muda a una casa más grande en el Valle de San Fernando.
A medida que la familia crece y la vida comienza a cambiar, Michael Sr. se siente insatisfecho con su carrera y su vida hogareña y su deseo de satisfacer sus propias necesidades comienza a tener prioridad sobre las de su esposa e hijos. Pronto, un ahora adolescente Michael Jr. (Trever O'Brien) y el resto de la familia Landon se enteran de que Michael Sr. ha comenzado un romance extramatrimonial con la maquilladora de Little House on the Prairie, Cindy (Julie Condra), lo que provocó que Michael Sr. eventualmente se divorciara de Lynn y se casara con la mujer más joven.
Sintiéndose rechazado como resultado de la relación distante que se desarrolla con el tiempo cuando su padre comienza una nueva familia con Cindy, un ahora adulto joven Michael Jr. (Joel Berti) comienza a tener dificultades en sus clases universitarias y recurre al alcohol, mientras que su hermana Leslie (Sarah Lancaster) desarrolla bulimia, creyendo que su padre separado podría interesarse más por ella si fuera más delgada.
Después de abandonar la escuela y superar su dependencia del alcohol, Michael Jr. finalmente conoce a su futura esposa mientras trabaja en el set de Highway to Heaven y la joven pareja se casa pronto. Sin embargo, la felicidad de los recién casados dura poco cuando Michael Jr.se entera de que su padre ha sido diagnosticado con cáncer de páncreas terminal. En una de sus conversaciones finales, Michael Sr. revela la verdad de su propia infancia inestable, que puede haber sido parte de la razón de su comportamiento irracional y su turbulenta vida familiar como adulto.

## Reparto
- John Schneider como Michael Landon
- Cheryl Ladd como Lynn Noe Landon
- Joel Berti como Michael Landon Jr.
  - Trever O'Brien como Michael Landon Jr. - 15 años
  - Shawn Pyfrom como Michael Landon Jr. - 10 años
- Sarah Lancaster como Leslie Landon
  - Angela Seger como Leslie Landon - 17
  - Rachel Duncan como Leslie Landon - 12 años
- J. Kenneth Campbell como Andy Glennon
- Julie Condra como Cindy Landon
- Jack S. Kimball como Jack
  - Adam Wylie como Jack (adolescente)
- Sivonna Hass como Shawna Landon - 13 años
- Lynsey Parker como Shawna Landon - 11 años
- Daveigh Chase como Shawna Landon - 8 años
- Corey Bringas como Christopher Landon - 10 años
- Camryn Walling como Christopher Landon - 8 años
- Nicholai Bolam como Christopher Landon - 5 años
- Alexis Brigante como Brittany Landon
- Justin Chapman como Josh Landon
- Jill Drexler como Dodie Landon
- Marisa Petroro como Sharee Landon
- Pauli Wolfe como Ashley Landon

## Desarrollo
Michael Landon Jr. ha declarado que la película se basa en una combinación de sus propias experiencias al crecer y la última entrevista que dio su padre, que se publicó en la edición de junio de 1991 de la revista Life poco antes de su muerte. En febrero de 2005, Landon Jr. explicó cómo se concibió el guion y dijo: "La película se centró en el divorcio, y esa fue la razón principal para hacer la película. Básicamente utilicé las pautas que mi padre había establecido en su artículo de la revista Life , la última entrevista que dio antes de morir. La película puso las cosas en perspectiva desde mi punto de vista: el asunto, su forma de beber, todo en el artículo de Life. Seguí los parámetros establecidos por mi padre en ese artículo, y no iba a faltarle el respeto a esos parámetros. La única diferencia fue que estaba explorando por lo que estaba pasando, y mis hermanos y hermanas estaban pasando".

## Recepción
La película recibió críticas mixtas, y algunos críticos detectaron un elemento de retribución en el guion de Landon Jr. El crítico de Entertainment Weekly Ken Tucker le dio a la película una letra C +, "[L] ove hambriento, Michael Landon Jr. siente poco afecto por una de las estrellas más queridas de la televisión. Donde el público veía al Landon mayor como un hombre de familia arrogante pero preocupado , Junior recuerda a un adicto al trabajo que descuidó a los hijos de sus múltiples matrimonios en favor de una sucesión de esposas cada vez más jóvenes. [...] Como terapia para su creador, The Father I Knew probablemente esté curando; como drama para nosotros, se está solidificando . Pero la película también es tan excesiva - en su abyecto emocionalismo, su psicologización de la tienda de moneda de diez centavos, su casting - que esta versión de Daddy Dehestejerce un cierto tirón innegable".
El crítico de la revista People , Terry Kelleher, se sintió similar al escribir: "Se habla de perdonar y seguir adelante en las últimas etapas de esta película para televisión. Pero su director, Michael Landon Jr., parece más decidido a asegurarse de que el mundo sepa que su famoso padre (que murió de cáncer en 1991) era un hipócrita. No importa qué tan bien fundados sean los agravios del hijo, sus memorias cinematográficas se sienten vengativas y torpes.[...] La historia termina con una nota de reconciliación, pero la cuerda dominante es de resentimiento. En pocas palabras: la honestidad está bien, pero esto huele a vengarse de papá".
El crítico de Variety Stuart Levine sintió que la película hizo un buen trabajo al relatar las fases emocionales del anciano Landon, escribiendo "Michael Landon, quien protagonizó sanos dramas familiares a lo largo de su carrera televisiva de cinco décadas antes de su muerte en 1991, no siempre encontró esa calidez en su propia casa, como se ilustra en el reflexivo, aunque algo predecible, de CBS " Michael Landon, el padre que conocí. "John Schneider hace un trabajo sólido al capturar la vida de Landon como actor, padre y esposo a menudo confundido, pero son los recuerdos del director Michael Landon Jr. de un padre amoroso pero luego repentinamente distanciado lo que crea una historia conmovedora".